# أنسيلمو فرنانديز
أنسيلمو فرنانديز (بالبرتغالية: Anselmo Fernandez‏) (من مواليد 21 أغسطس 1918 في لشبونة بالبرتغال، وتوفي في 19 يناير 2000) هو مدرب كرة قدم برتغال سابق، درب العديد من الأندية الأوربية.
كان أبرزها نادي سبورتينغ لشبونة والذي فاز معه بلقب كأس الكؤوس الأوروبية في عام 1964.

## روابط خارجية
- أنسيلمو فرنانديز على موقع قاعدة بيانات كرة القدم.إي يو (الإنجليزية)
- أنسيلمو فرنانديز على موقع عالم كرة القدم.نت (الإنجليزية)